# Hysen Sinani
Hysen Sinani (ur. 7 lutego 1949 w Tiranie) – albański dziennikarz, pisarz i tłumacz.

## Życiorys
Jest samoukiem, który nigdy nie odbył wyższych studiów. W latach 1964–1974 pracował jako robotnik w kilku zakładach produkcyjnych przemysłu lekkiego. W tym czasie sam nauczył się języka francuskiego i został przyjęty do redakcji jednego z magazynów literackich, gdzie publikował swoje pierwsze reportaże. Pracując jako redaktor literacki, nauczył się języka włoskiego i greckiego. W 1985 r. przerwał pracę w redakcji i zatrudnił się jako robotnik w fabryce traktorów. W 1991 r. wyemigrował nielegalnie do Grecji, by powrócić do Albanii już w 1992. Założył wówczas wydawnictwo Artemida. Jednym z pierwszych dzieł, które w nim opublikowano był słownik grecko-albański (20 000 słów), przygotowany przez Sinaniego. Fatalna sytuacja finansowa wydawnictwa zmusiła go do ponownej emigracji do Grecji, gdzie przebywał w latach 1994-1999. Powrócił do Tirany w 1999 r. i poświęcił się pracy pisarza, publicysty i tłumacza. Pisał głównie do gazet "Drita" i "Shqip".
Jako pisarz zadebiutował socrealistyczną powieścią Gjergji z 1980 r. – historią robotnika, który za wszelką cenę chce być postępowy. W latach 90. skupił się na problematyce konfliktów społecznych, ale także pisał powieści fantastyczne i pełne ironii. Jest także autorem słownika grecko-albańskiego, samouczka do języka greckiego i współautorem antologii poezji Arboreszów.
W dorobku translatorskim Sinanego wyróżniają się: powieść Za ojczyznę Ibáñeza, Życie Woltera André Mauroisa czy też Podróż do kresu nocy Céline'a. W gronie autorów tłumaczonych przez niego na język albański był także Maurizio Maggiani, Charles Richet, markiz de Sade i Tuutikki Tolonena.
W latach 2007-2015 pełnił funkcję przewodniczącego Ligi Pisarzy i Artystów Albanii.

## Twórczość
- 1980: Gjergji (powieść), Tirana
- 1989: Nuk e harroja atë ditë (Nie zapomnę tego dnia, powieść), Tirana
- 1992: Një burrë si ky, (Mężczyzna taki jak ten), Tirana
- 1999: 52 burra për një grua, (52 mężczyzn na jedną kobietę, powieść), Tirana
- 2000: Legjenda e dheut të keq (Opowieść o złej ziemi, biografia), Tirana
- 2002: Triseta : teoremë për dashurinë : roman parahistorik (Triseta: powieść parahistoryczna), Tirana
- 2003: Sadisti, (Sadysta: powieść), Tirana
- 2013: Një burrë i vetmuar (Samotny mężczyzna), Tirana

## Inne publikacje
- 2008: Greqishtja praktike : fjalor shqip-greqisht me shqiptimin e saktë të fjalës greke : me 5.000 fjalë dhe 10.000 shprehje
- 2019: Fjalor frëngjisht-shqip : 40 000 fjalë me shembuj dhe frazeologji të përzgjedhur me sinonime dhe antonime